# Первенец (Николаевская область)
Первенец (укр. Первенець) — село в Веселиновском районе Николаевской области Украины.
Основано в 1957 году. Население по переписи 2001 года составляло 140 человек. Почтовый индекс — 57043. Телефонный код — 5163. Занимает площадь 0,7 км².

## Местный совет
57040, Николаевская обл., Веселиновский р-н, с. Подолье, ул. Центральная, 22